# Woollim Entertainment
Woollim Entertainment (coréen : 울림엔터테인먼트) est un label discographique et une agence de spectacles sud-coréenne fondée en 2003. Le label est connu pour avoir notamment produit les groupes de K-pop Infinite, Lovelyz, Golden Child, Rocket Punch et Drippin.
En août 2013, Woollim Entertainment fusionne avec SM Culture & Contents, une filiale de SM Entertainment, afin de former le label indépendant « Woollim Label ». La musique de ce label a pour but d'être différente de celle produite chez SM Entertainment, avec son propre style et des artistes divers et variés.
En mars 2016, SM Culture & Contents annoncent qu'il a été décidé de séparer les affaires vidéos des affaires musicales. SM C&C créera Woollim Entertainment (Woollim Entertainment Co., Ltd) pour gérer les contenus musicaux, avec SM C&C détenant toutes les actions de la compagnie. La séparation s'est faite le 8 juin,.

## Artistes

### Groupes
- Drippin

### Artistes solo
- Kwon Eun-bi
- Lee Jang-jun (Golden Child)
- Hong Joo-chan (Golden Child)
- Suyun (Rocket Punch)

## Anciens artistes
Liste des artistes et groupes anciennement sous Woollim Entertainment :

### Groupes
- Epik High (2003–2010)
- Toheart (2014)
- Tasty (2012–2015)
- Nell (2006–2016)[5]
- Lovelyz (2014–2021 ; 2024)
  - Yoo Ji-ae (2014–2021)[6]
  - Seo Ji-soo (2014–2021)[6]
  - Lee Mi-joo (2014–2021)[6]
  - Kei (2014–2021)[6]
  - Jin (2014–2021)[6]
  - Ryu Su-jeong (2014–2021)[6]
  - Jeong Ye-in (2014–2021)[6]
  - Lee Su-jeong / Baby Soul (2014–2025)[7]
- Infinite (2010–2019)
  - Hoya (2010–2017)[8]
  - L (2010–2019)[9]
  - Kim Sung-kyu (2010–2021)[10]
  - Jang Dong-woo (2010–2021)[11]
  - Lee Sung-yeol (2010–2021)[11]
  - Lee Sung-jong (2010–2022)[12]
  - Nam Woo-hyun (2010–2022)[13]
- Golden Child (2017–2024)
  - Park Jae-seok (2017–2018)[14]
  - TAG (2017–2024)[15]
  - Kim Ji-beom (2017–2024)[15]
  - Choi  Bo-min (2017–2024)[15]
  - Lee Da-yeol (2017–2024)[16]
  - Y (2017–2024)[16]
  - Bae Seung-min (2017–2024)[16]
  - Bong Jae-hyun (2017–2024)[16]
  - Kim Dong-hyun (2017–2024)[16]
- Rocket Punch (2019–2024)
  - Juri (2019–2024)[17]
  - Yeonhee (2019–2024)[18]
  - Yunkyoung (2019–2024)[18]
  - Sohee (2019–2024)[18]
  - Dahyun (2019–2024)[18]

### Chanteurs
- Kim Dong-ryul (2004)
- Excellent (2005)
- Kang Kyun-sung (2007–2009)
- Pe2ny (2003-?)
- Joo (2015–2020)
- Kim Chae-won (2018–2021; transférée à Source Music)[19]

### Anciens acteurs
- Kwak Jung-wook[20]
- Kim Min-seok [21]

## Discographie

### 2003
- Epik High - Map of the Human Soul

### 2004
- Kim Dong-ryul - Outpouring
- Epik High - High Society

### 2005
- Epik High - Swan Songs
- Excellent - 3.14 Circle Ratio

### 2006
- Epik High - Black Swan Songs
- Nell - Healing Process

### 2007
- Epik High - Remapping the Human Soul
- Nell - Let's Take a Walk
- Kang Kyun-sung - A Path Of Love

### 2008
- Kang Kyun-sung - A Serenade
- Nell - Separation Anxiety
- Epik High - Pieces, Part One
- Pe2ny - Alive Soul Cuts Vol.1
- Pe2ny - Alive Soul Cuts Vol.1`The Instrumental Session`
- Epik High - Lovescream
- Nell - The Trace

### 2009
- Jisun - The Mermaid.. Returns Home
- Epik High - Map the Soul
- Kang Kyun-sung - Happy And
- Epik High - Remixing The Human Soul

### 2010
- Epik High - Epilogue
- Infinite - First Invasion
- Infinite - She's Back

### 2011
| Sortie       | Titre                     | Artiste                  | Format                               | Langue   |
| ------------ | ------------------------- | ------------------------ | ------------------------------------ | -------- |
| 6 janvier    | Evolution                 | Infinite                 | Mini album, téléchargement           | Coréen   |
| 17 mars      | Inspirit                  | Infinite                 | CD single, téléchargement            | Coréen   |
| 10 juin      | Wish                      | Jisun                    | Téléchargement                       | Coréen   |
| 21 juillet   | Over the Top              | Infinite                 | Album studio, téléchargement         | Coréen   |
| 26 septembre | Paradise                  | Infinite                 | Repackage de l'album, téléchargement | Coréen   |
| 19 novembre  | BTD (Before the Dawn)     | Infinite                 | CD single, téléchargement            | Japonais |
| 23 novembre  | Stranger                  | Baby Soul (ft. Wheesung) | Téléchargement                       | Coréen   |
| 26 décembre  | White Confession (Lately) | Infinite                 | CD single, téléchargement            | Coréen   |

### 2012
| Sortie      | Titre                | Artiste             | Format                       | Langue   |
| ----------- | -------------------- | ------------------- | ---------------------------- | -------- |
| 18 janvier  | She is a Flirt       | Baby Soul & Yoo Jia | Téléchargement               | Coréen   |
| 10 avril    | Slip Away            | Nell                | Album studio, téléchargement | Coréen   |
| 18 avril    | Be Mine              | Infinite            | CD single, téléchargement    | Japonais |
| 15 mai      | Infinitize           | Infinite            | Mini album, téléchargement   | Coréen   |
| 9 août      | Spectrum             | Tasty               | CD single, téléchargement    | Coréen   |
| 29 août     | She's Back           | Infinite            | CD single, téléchargement    | Japonais |
| 19 novembre | Another Me           | Kim Sung-kyu        | Mini album, téléchargement   | Coréen   |
| 3 décembre  | Holding Onto Gravity | Nell                | Mini album, téléchargement   | Coréen   |

### 2013
| Sortie       | Titre                    | Artiste    | Format                       | Langue   |
| ------------ | ------------------------ | ---------- | ---------------------------- | -------- |
| 8 janvier    | Christmas in Nell's Room | Nell       | Téléchargement               | Coréen   |
| 11 janvier   | Fly High                 | Infinite H | Mini album, téléchargement   | Coréen   |
| 21 mars      | New Challenge            | Infinite   | Mini album, téléchargement   | Coréen   |
| 10 avril     | Slip Away                | Nell       | Album studio, téléchargement | Japonais |
| 21 avril     | Delight                  | Yoo Ji-ae  | Téléchargement               | Coréen   |
| 5 juin       | Koi ni Ochiru Toki       | Infinite   | Album studio, téléchargement | Japonais |
| 10 juin      | Escaping Gravity         | Nell       | Mini album, téléchargement   | Coréen   |
| 16 juin      | Destiny                  | Infinite   | CD single, téléchargement    | Coréen   |
| 12 septembre | Black Suits (ft. San E)  | Rphabet    | Téléchargement               | Coréen   |
| 8 novembre   | Gone                     | JIN        | Téléchargement               | Coréen   |
| 29 novembre  | Day'n Night              | Tasty      | CD single, téléchargement    | Coréen   |

### 2014
| Sortie      | Titre                       | Artiste    | Format                               | Langue   |
| ----------- | --------------------------- | ---------- | ------------------------------------ | -------- |
| 27 février  | Newton's Apple              | Nell       | Album studio, téléchargement         | Coréen   |
| 10 avril    | The Origin                  | Infinite   | Album compilatif, téléchargement     | Coréen   |
| 21 mai      | Season 2                    | Infinite   | Album studio, téléchargement         | Coréen   |
| 2 juillet   | Last Romeo~Kimi ga ireba ī~ | Infinite   | CD single, téléchargement            | Japonais |
| 22 juillet  | Be Back                     | Infinite   | Repackage de l'album, téléchargement | Coréen   |
| 13 août     | Addiction                   | Tasty      | CD single, téléchargement            | Coréen   |
| 22 août     | Addiction                   | Tasty      | CD single, téléchargement            | Chinois  |
| 17 novembre | Girls' Invasion             | Lovelyz    | Album studio, téléchargement         | Coréen   |
| 19 novembre | Koi no Sign                 | Infinite F | CD single, téléchargement            | Japonais |
| 2 décembre  | Azure                       | Infinite F | CD single, téléchargement            | Coréen   |
| 15 décembre | Green Nocturne              | Nell       | CD single, téléchargement            | Coréen   |
| 24 décembre | Dilemma                     | Infinite   | CD single, téléchargement            | Japonais |

### 2015
| Sortie       | Titre               | Artiste      | Format                               | Langue   |
| ------------ | ------------------- | ------------ | ------------------------------------ | -------- |
| 26 janvier   | Fly Again           | Infinite H   | Mini album, téléchargement           | Coréen   |
| 3 mars       | Hi~                 | Lovelyz      | Repackage de l'album, téléchargement | Coréen   |
| 29 avril     | 24 Hours            | Infinite     | CD single, téléchargement            | Japonais |
| 11 mai       | 27                  | Kim Sung-kyu | Mini album, téléchargement           | Coréen   |
| 13 juillet   | Reality             | Infinite     | Mini album, téléchargement           | Coréen   |
| 18 septembre | Star Shell          | Nell         | Téléchargement                       | Coréen   |
| 1er octobre  | Lovelyz8            | Lovelyz      | Mini album, téléchargement           | Coréen   |
| 2 novembre   | Cry & Blow          | JOO          | Téléchargement                       | Coréen   |
| 2 décembre   | Lost In Perspective | Nell         | Téléchargement                       | Coréen   |
| 7 décembre   | Lovelinus           | Lovelyz      | Single album, téléchargement         | Coréen   |
| 18 décembre  | For You             | Infinite     | Album studio, téléchargement         | Japonais |

### 2016
| Sortie   | Titre         | Artiste      | Format                     | Langue |
| -------- | ------------- | ------------ | -------------------------- | ------ |
| 25 avril | A New Trilogy | Lovelyz      | Mini album, téléchargement | Coréen |
| 9 mai    | Write..       | Nam Woo-hyun | Mini album, téléchargement | Coréen |